# Bika klasnatá

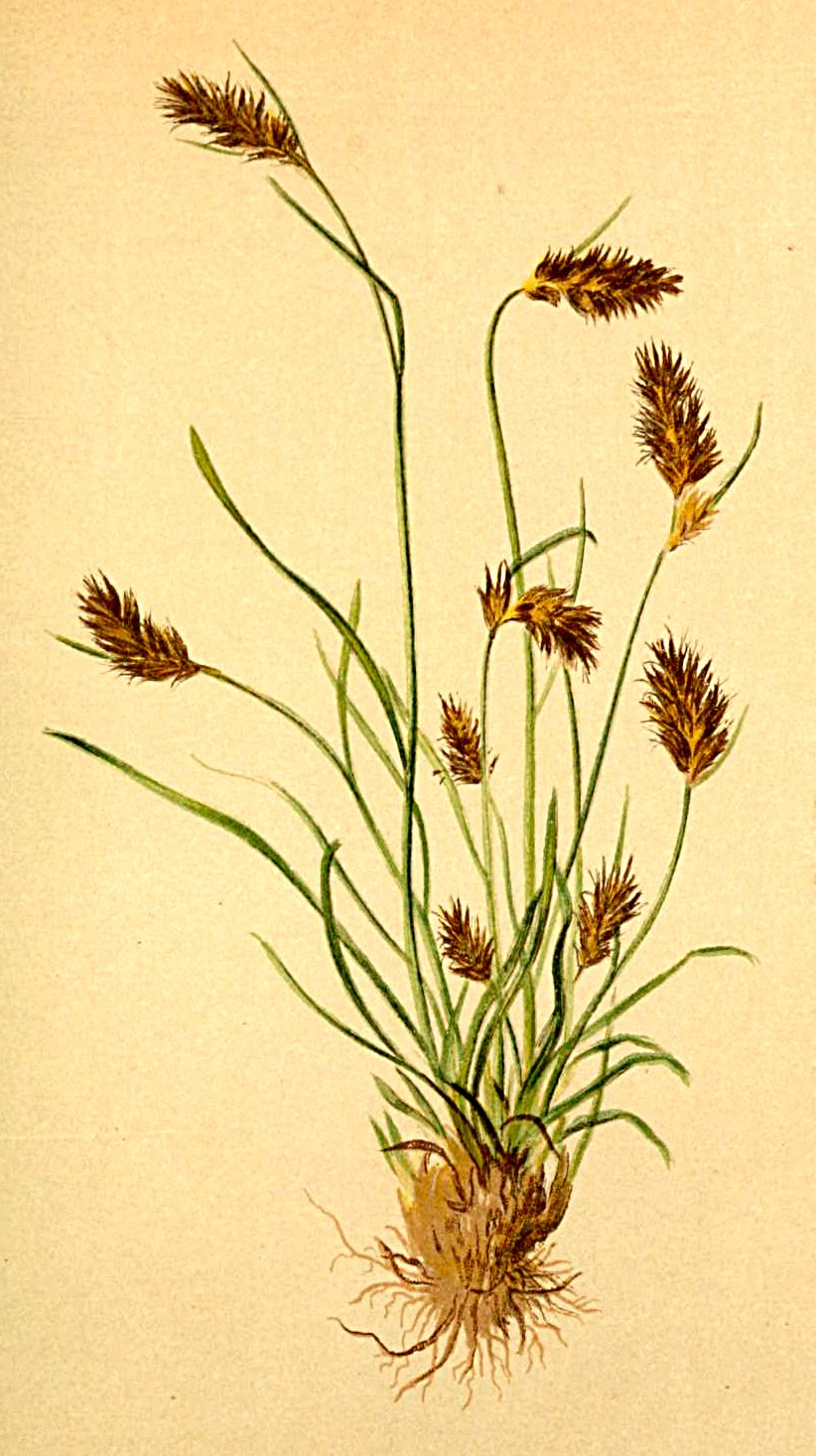
Zobrazení biky klasnaté

Bika klasnatá (Luzula spicata) je nízká, v hustých trsech rostoucí vytrvalá horská rostlina, která je rozšířena v mírném a částečně i subarktickém pásmu téměř po celé severní polokouli. V české přírodě je ale nejsilněji vyhynutím ohroženou bikou ze všech, více než deseti druhů, které v ní rostou.

## Výskyt
Bylina se vyskytuje, místy hojně, po celém území Evropy a dále v Asii nespojitě po celé Sibiři, na Kavkaze, ve Střední a Jihozápadní Asii, na severu Číny a Mongolska, stejně jako na severu indického subkontinentu. V Severní Americe je dále původním druhem od severních arktických oblastí přes Kanadu až téměř po celých Spojených státech. Je přizpůsobena k růstu v chladném prostředí a proto v Evropě roste např. na Islandu, Špicberkách, ostrově Jan Mayen a v Americe na Aljašce a v Severozápadních teritoriích i v Nunavutu v Kanadě. V teplejších oblastech vyrůstá ve vyšších polohách a v subtropech Asie vystupuje až do nadmořské výšky 3400 m. Nejseverněji byla zaznamenána na Baffinově ostrově na 63°24' severní zeměpisné šířky. Ve Střední Evropě je, na rozdíl od Asie a Ameriky, rostlinou poměrně vzácnou.

## Ekologie
V České republice se bika klasnatá vyskytuje pouze v Krkonoších na místech, kde jsou pozůstatky prastaré arktoalpínské tundry z období doby ledové. V tamních extrémních podmínkách, které neumožňuji ani existenci keřového patra, bývá součásti alpínských trávníků, ty jsou tvořené především nízkými travinami do 25 cm výšky a nacházejí se nad horní hranici lesa. Vyrůstá v malých, rozptýlených populacích na nejvyšších místech Krkonoš mezi kameny v roklích a na plochých hřbetech vrcholů Sněžka, Luční hora, Studniční hora, Kotel a na polské straně Vysokého kola a Stříbrného hřbetu.
Roste obvykle na suchých, málo zapojených travnatých svazích s malým množstvím organických látek, často v písčitém či štěrkovitém substrátu. Objevuje se na místech s častou disturbancí způsobovanou mrazovými pohyby půdy nebo sešlapem, nesestupuje níže než 1300 m n. m.
V druhu biky klasnaté je rozlišováno asi pět poddruhů, v ČR se vyskytuje pouze jediný, nominátní:
- bika klasnatá pravá (Luzula spicata (L.) DC. subsp  spicata).[1][4][5]

## Popis

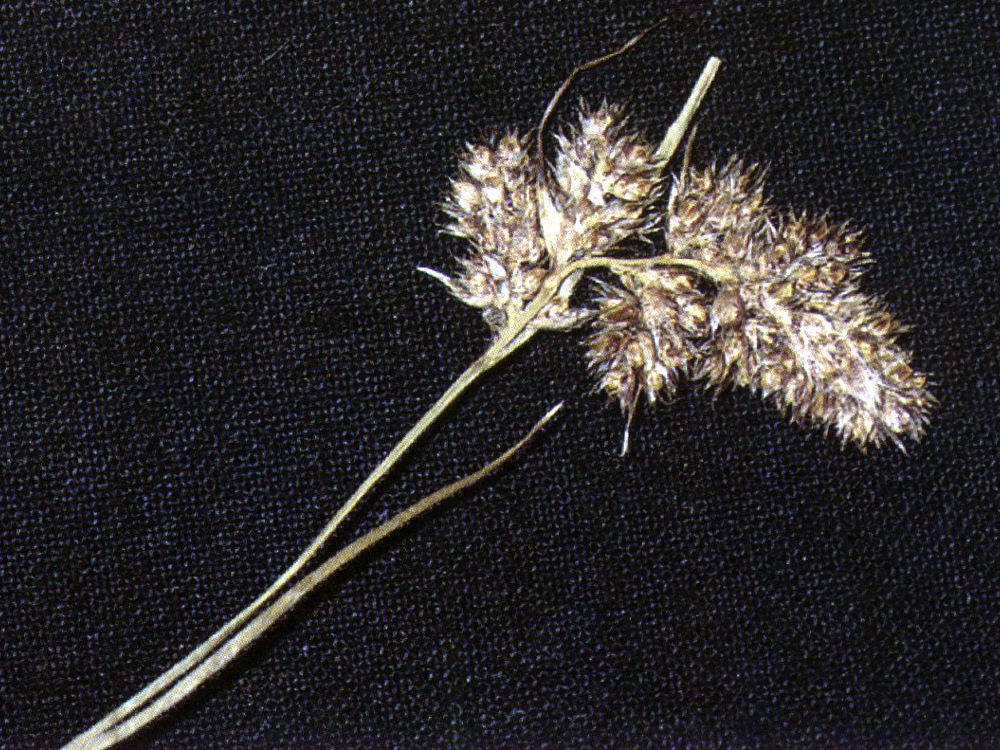
Květenství

Vytrvalá, trsnatá, neodnožující, 15 až 25 cm vysoká bylina vyrůstající z nehlubokého kořene s mnoha vláknitými kořínky. Má vztyčené bazální listy které jsou tuhé, podlouhlé či kopinaté, 3 až 9 cm dlouhé a 1 až 4 mm široké. Lodyžní listy bývají jeden až dva a mají podobný vzhled. Lodyhy jsou zakončené převislým, přetrhovaným květenstvím, kruželem, složeným z přisedlých, do strboulů sestavených klásků, celé květenství obsahuje 20 až 80 květů. Spodní podpůrný listen bývá stejně dlouhý jako květenství. Spodní klásky rostou z paždí listenů úzkých, hořejší ze široce pochvatých a na okrajích třásnitých. Převislé květenství je důležitým poznávacím znakem druhu.
Květy klásků mají tři vnitřní a tři vnější kopinaté okvětní lístky asi 3 mm velké, které jsou tmavohnědé až černohnědé se světlými okraji. Prašníky šesti tyčinek jsou asi dvakrát delší než jejich nitky. Svrchní semeník je složený ze tří plodolistů a obsahuje tři vajíčka. Kvetou od června do srpna, nemají nektar a opylovány jsou převážně větrem. Ploidie druhu je 2n = 24.
Plody jsou hnědé až černé, trojhranné, široce elipsoidní tobolky 1,5 mm velké. Obsahují po třech hnědých, válcovitých semenech asi 1,2 mm velkých s masíčkem. Rostlina se rozmnožuje semeny, která jsou šířena větrem, vodou nebo mravenci zanášející semena do mravenišť kvůli masíčku.

## Ohrožení
Bika klasnatá je pro svůj výskyt v malých, rozptýlených a početně klesajících populacích zařazena jak ve "Vyhlášce MŽP ČR č. 395/1992 Sb. ve znění vyhl. č. 175/2006 Sb.", tak i v "Červeném seznamu cévnatých rostlin České republiky" z roku 2012 ve skupině rostlin kriticky ohrožených (§1, C1b).